# مصطفى عرب
مصطفى عرب، من مواليد 13 أغسطس 1941م، وهو لاعب إيراني سابق لكرة القدم ولعب بمركز الدفاع، شارك مع منتخب بلاده لكرة القدم في دورة الألعاب الصيفية الأولمبية التي استضافته العاصمة اليابانية طوكيو سنة 1964م، كما لعب مع إحدى الأندية الإيرانية مثل نادي عقاب وشهبار.

## روابط خارجية
- مصطفى عرب على موقع ناشيونال فوتبول تيمز (الإنجليزية)
- مصطفى عرب على موقع اللجنة الأولمبية الدولية (الإنجليزية)
- مصطفى عرب على موقع أوليمبيديا (الإنجليزية)